# Servei d'Ocupació de Catalunya
El Servei d'Ocupació de Catalunya (SOC) és un organisme autònom de caràcter administratiu de la Generalitat de Catalunya adscrit al Departament d'Empresa i Ocupació.
Va ser creat d'acord amb la Llei 17/2002 d'ordenació del sistema de treball i de creació del Servei d'Ocupació de Catalunya (SOC) el 5 de juliol.
El SOC emmarca la seva actuació en l'Estratègia Europea sobre Treball i en els plans nacionals sobre treball de l'Estat.
Dona servei a persones, empreses i territoris en els àmbits que afecten al treball i al desenvolupament local i té per objectiu promoure el treball de qualitat, en condicions d'igualtat, per contribuir a la cohesió social i al desenvolupament competitiu de l'empresa catalana.

## Funcions Principals
- Oferir els seus serveis a les persones que busquen feina, tant si estan en actiu com en situació d'atur i a les empreses.
- Oferir un marc d'igualtat d'oportunitat laborals per a tothom
- Fomentar l'esperit emprenador i donar suport a la petita i mitjana empresa
- Aconseguir un nivell alt d'ocupació amb la promoció i creació de treball

## Organització interna
El SOC té dos nivells d'actuació:
- Orgànic: El Consell de Direcció que és un òrgan de govern.
- Oficines de Treball: 
  - Els Serveis Territorials, que són la representació institucional del SOC en el territori.
  - Les oficines de Treball de la Generalitat, que són el punt de referència en el territori.
  - Els Centres d'Innovació i Formació Ocupacional (CIFO), que són centres de referència de formació professional.

### Oficines de treball
El SOC disposa d'una xarxa d'oficines de treball i punts d'autoservei (PAS) per atendre prop del domicili i on es poden realitzar: 
- Imprimir certificats i informes
- Cercar cursos
- Informació i sol·licituds de prestacions
- Renovar l'atur
- Cercar ofertes de feina
- Canviar dades personals
- Canviar la situació administrativa
- Demanar recordatori de la paraula de pas / PIN
- Canviar la paraula de PAS / PIN